# Дебогорій-Мокрієвич Іван Карпович
Іва́н Ка́рпович Дебого́рій-Мокріє́вич (рос. Иван Карпович Добогорий-Мокриевич; нар. близько 1846 — пом. 1880, Курськ) — учасник революційного руху в Російській імперії та Герцоговині. Дворянин, син відставного підполковника. Старший брат Володимира Дебогорія-Мокрієвича.

## Біографія

### Родина
Батько Івана — Карпо Іванович — народився близько 1802—1803 року. Службу розпочав 16 жовтня 1819 року підпрапорщиком Рильського піхотного полку. 21 жовтня 1820 року — портупей-прапорщик 23-го єгерського полку. 23 травня 1824 року став прапорщиком, 4 серпня 1826 року — підпоручиком, 7 жовтня 1827 року — полковим квартермістром, 18 серпня 1829 року — поручиком. 1829 року брав участь у поході в Румелію. 9 березня 1832 року почав службу в Чернігівському конно-єгерському полку, 27 вересня 1833 року — в гусарському принца Оранського полку. 3 грудня 1834 року став штаб-ротмістром, 9 вересня 1836 року — ротмістром. Від 9 жовтня 1846 року — командир дивізіону в гусарському принца Фрідріха Гессен-Кассельського полку. 28 серпня 1840 року відзначено орденом святого Володимира четвертого ступеня. 19 березня 1849 року вийшов у відставку підполковником. 1834 року за ним числилося в селі Гучин (нині Ріпкинського району Чернігівської області) 13 душ чоловічої статі. Мати Івана — Роза (Розалія) Петрівна Затворницька — була донькою титулярного радника, католичкою .
Мав братів — старшого Петра, молодших Володимира (відомого революціонера) та Михайла (даних про нього немає). Петро народився 1 січня 1843 року. Службу розпочав 1867 року. Від 1879 року працював у Міністерстві фінансів. Від 1885 року виконував обов'язки голови Курського відділення Селянського поземельного банку (ті ж дані за 1892 рік). Від 1890 року — колезький радник. За даними 1908 року мав дві доньки та сина.

### Життєвий шлях
Іван Карпович Дебогорій-Мокрієвич народився близько 1846 року (за даними словника «Діячі революційного руху в Росії») або 3(15) жовтня 1844 року (за даними «Малоросійського родовідника» Вадима Модзалевського ). Перша дата базується на спогадах Володимира Дебогорія-Мокрієвича, що народився 12(24) травня 1848 року. Він писав: «Іван був старший за мене лише років на два». Друга дата дає різницю в 3,5 роки, тобто дещо відхиляється від зазначеної в спогадах.
Навчався в Кам'янець-Подільській гімназії. 1865 року під час випускних іспитів, внаслідок зіткнення з інспектором, Дебогорія-Мокрієвича звільнили з гімназії і з жандармами відправлили в маєток батька — село Лука-Барська Літинського повіту Подільської губернії (нині село Барського району Вінницької області).
1871 року організував у Києві гурток із молоді з політичною метою. Організував також гурток «американців» для переселення в Сполучені Штати Америки та заснування там хліборобської комуни. 1875 року брав участь у Боснійсько-герцеговинському повстанні. Жив за кордоном — у Швейцарії.
У 1876—1877 роках проживав у Києві, дружив із Володимиром Малавським, який мешкав у нього на квартирі. На початку 1880 року, внаслідок політичної неблагонадійності, за розпорядженням київського генерал-губернатора Дебогорія-Мокрієвича призначили заслати до Східного Сибіру. Перебував у Мценську в пересильній в'язниці. У серпні 1880 року отримав дозвіл оселитися в Курську, де за Дебогорієм-Мокрієвичем встановили нагляд поліції. Помер у Курську наприкінці 1880 року.